# Ferdo Livadić

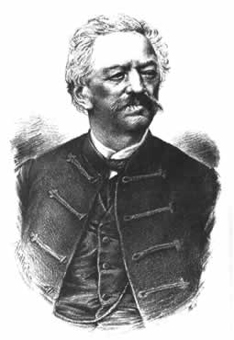
Ferdo Livadić

Ferdo Livadić (* 30. Mai 1799 in Celje als Ferdinand Wiesner; † 8. Januar 1879 in Samobor) war ein Komponist und bedeutender Vertreter der kroatischen nationalen Illyrischen Bewegung.
Livadić spielte eine wesentliche Rolle für die Illyrische Bewegung, indem er ihre wichtigsten Persönlichkeiten zusammen mit europäischen Berühmtheiten wie Franz Liszt häufig auf sein Gut in Samobor einlud. Er selbst komponierte zahlreiche Lieder in kroatischer, slowenischer und deutscher Sprache, Märsche für Klavier und Tänze. Sein bedeutendes und noch heute bekanntes Werk ist die Hymne Još Hrvatska ni propala (Noch ist Kroatien nicht verloren). Mit seinem Werk ebnete er den Weg für die nationalkroatische Musik eines Vatroslav Lisinski und Ivan Zajc.